# 田村市文化センター
田村市文化センター（たむらしぶんかセンター）は、福島県田村市にある多目的ホール。

## 概要
1992年（平成4年）開館。客席数800席の大ホールを持つ。
この規模のホールとしてはめずらしく、3階層の客席となっている。
船引公民館が隣接しており、大ホールの他、移動用パネルを供えた展示室や会議室、和室が設けられている。
町並みを一望できる塔屋を併設しており、自然の美しさ、たちのぼる愛と生命、安らかな平和の支配、新しい時代の希望を表現している。

## 沿革
- 1992年（平成4年）7月1日　船引町文化センターの名称で開館。
- 2005年（平成17年）3月1日　田村郡船引町、滝根町、大越町、都路村、常葉町の5町合併により田村市誕生。同時に、田村市文化センターへ改称。
- 2011年（平成23年）3月11日～4月28日　ホールが使用不可となる。

## アクセス
- JR船引駅より徒歩25分又は福島交通のバスで元町下車、徒歩1分。
- 敷地内には、専用駐車場が125台分確保されており、車での来場も可能。